# Chiesa dei Santi Pietro e Paolo (Imer)
La chiesa dei Santi Pietro e Paolo è la parrocchiale di Imer, in Trentino. Rientra nell'ex-decanato di Primiero dell'arcidiocesi di Trento e risale al XIV secolo.

## Storia
Già nella seconda metà del XIV secolo ad Imer era presente una chiesa dedicata ai Santi Pietro e Paolo.
Nel 1518 si propose di accrescere le dimensioni dell'edificio e tale richiesta venne accolta, con conseguente esecuzione delle opere necessarie che furono ultimate nel 1526, anno della sua consacrazione.
Pochi anni dopo si procedette ad una ristrutturazione, gli interni vennero decorati ed il tetto venne rifatto.

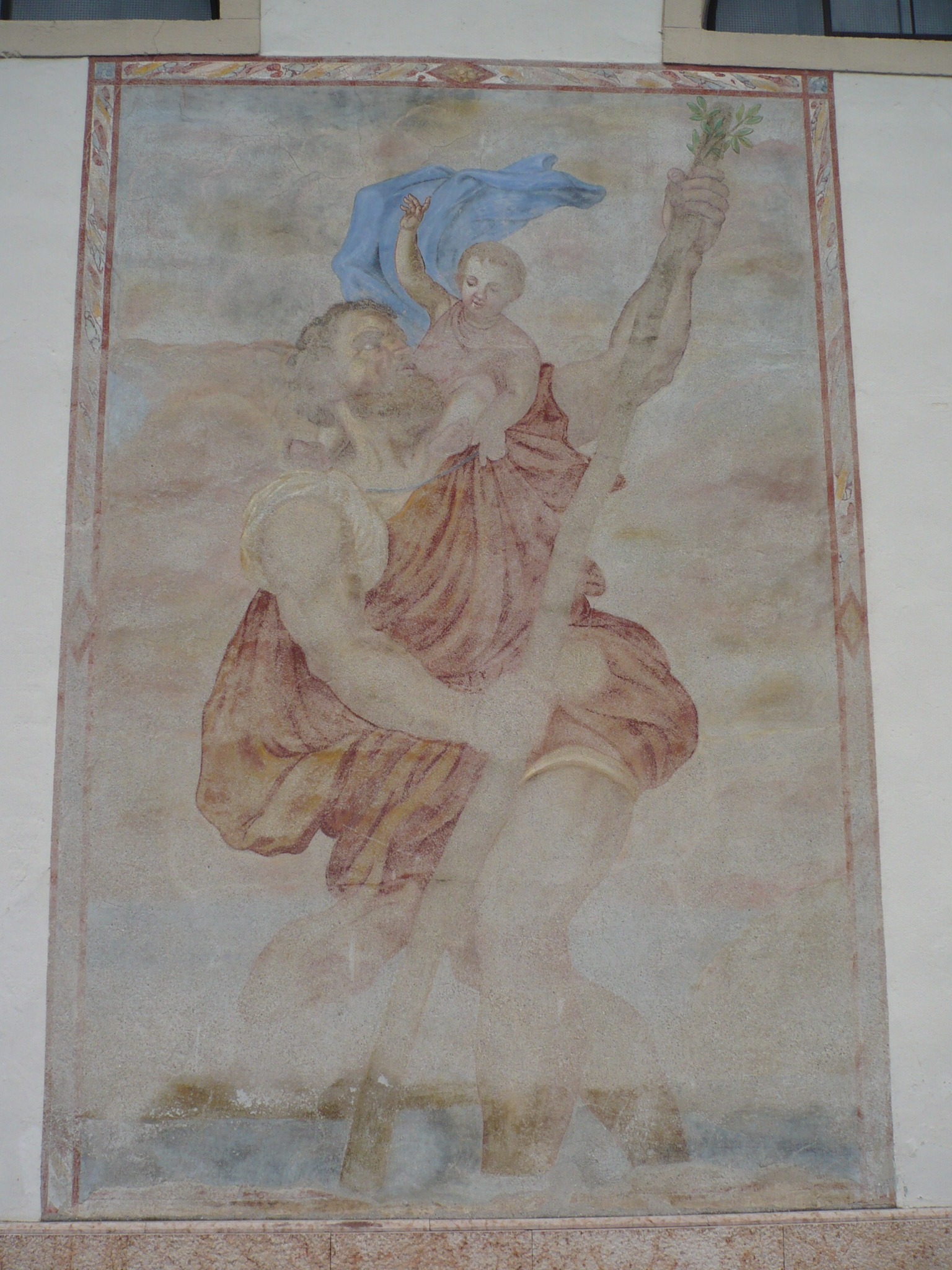
Affresco raffigurante San Cristoforo posto sulla facciata laterale sinistra della chiesa

Nel XVIII secolo, in più momenti, l'edificio sacro venne interessato da nuovi ampliamenti e nuovi interventi nella decorazione interna e sulla copertura, arrivando ad una nuova consacrazione nel 1782, alla presenza dell'arcivescovo Andrea Benedetto Ganassoni, arcivescovo ad personam di Feltre.
Divenne curazia della pieve di Fiera di Primiero nel 1798.
Nel XIX secolo venne elevato il campanile, sul quale la copertura divenne a forma di cipolla, e vi fu aggiunto un orologio. Venne pure costruita una nuova ala, per essere usata come sacrestia, ed il tetto fu interessato da un rifacimento con tegole.
Col XX secolo i lavori di restauro e migliorie continuarono ed interessarono il pavimento della sala, nuovamente il tetto, nuove aperture e nuovi dipinti nell'interno.
Ottenne dignità di chiesa parrocchiale nel 1909.
Nuovi lavori si ebbero a partire circa della metà del secolo seguente sino ad arrivare ad una situazione di migliori condizioni dell'immobile sia dal punto di vista della struttura architettonica sia da quello della sicurezza.

## Descrizione

### Esterni
La chiesa sorge in posizione elevata nell'abitato di Imer ed è orientata tradizionalmente verso est. Una bastionata divide il sagrato davanti alla facciata dalla piazza sottostante. 
Il prospetto principale è a capanna con un portale inserito in una cornice marmorea con arco a tuttosesto e con due oculi sovrapposti, in verticale. La torre campanaria si alza sulla sinistra della facciata e la copre parzialmente. Sotto la cella campanaria, che si apre con quattro monofore, c'è un orologio e sopra una sopraelevazione a base ottagonale con altre quattro aperture a monofora, di minori dimensioni e con una copertura a cipolla.

### Interni

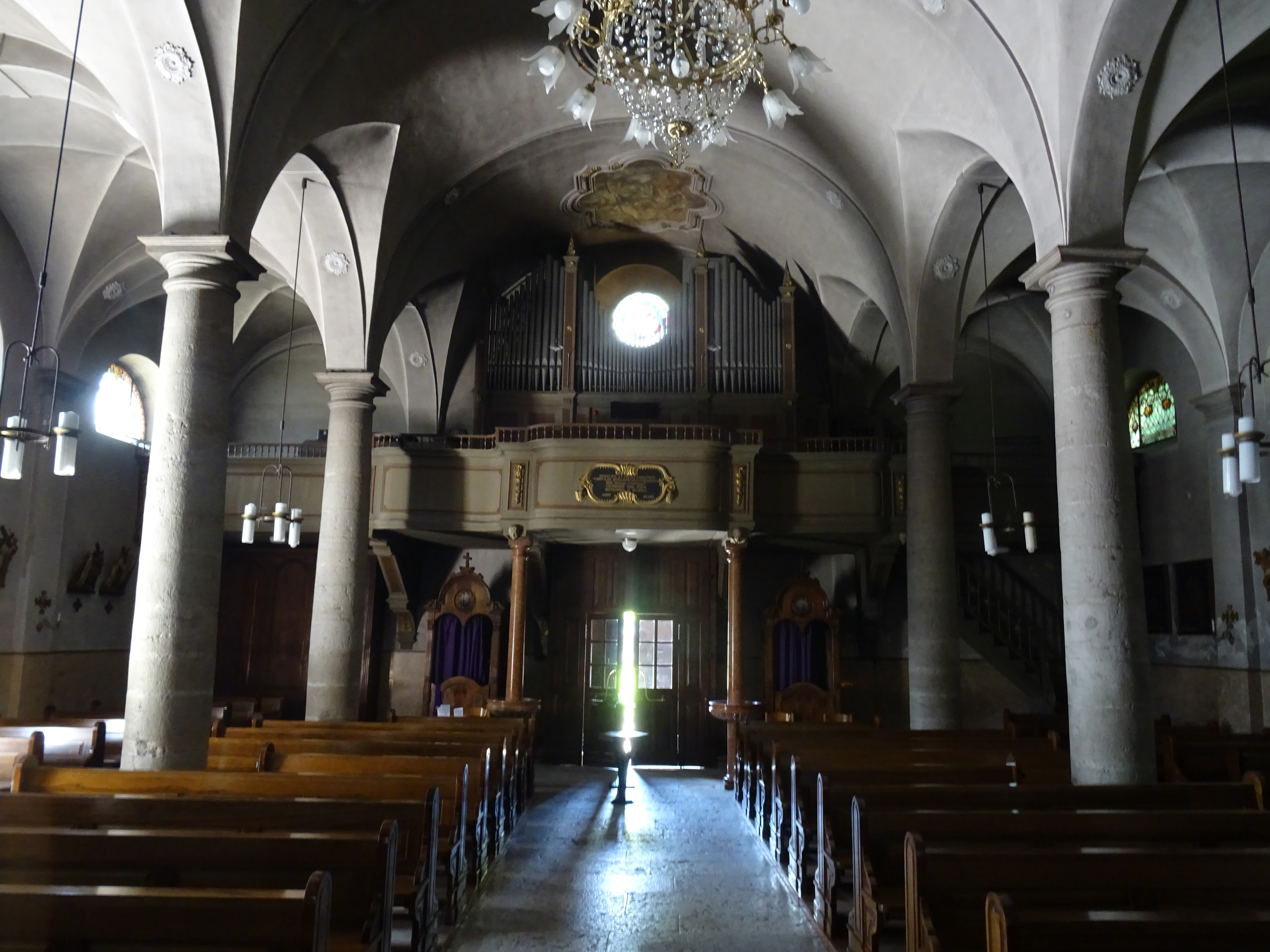
Interno

L'interno ha tre navate con colonne cilindriche che fungono da separazione. Le volte sono arricchite da decorazioni ad affresco. Il presbiterio ha base rettangolare e si conclude con l'abside a base semicircolare.